# Жодри, Анни
Анни Жодри (фр. Annie Jodry; род. 1935) — французская скрипачка.
Окончила Парижскую консерваторию (1952), в 1954 г. выиграла Международный конкурс исполнителей в Женеве. В 1955 г. записала Концерт № 5 для скрипки с оркестром Вольфганга Амадея Моцарта с Оркестром Французского радио и телевидения под управлением Пьера Монтё. В дальнейшем выступала вместе с такими дирижёрами, как Андре Клюитанс, Жан Мартинон, Шарль Мюнш, Жорж Претр, Зубин Мета, первой во Франции исполнила Концерт для скрипки с оркестром Арама Хачатуряна. В большей степени, однако, Жодри посвятила себя преподаванию: с 1978 г. работала в консерватории в Реймсе, с 2003 г. профессор парижской Schola Cantorum.